# أسير إتكسينديا
أسير إتكسينديا (بالإسبانية: Asier Etxeandía)‏ هو مغني وممثل إسباني، ولد في 27 يونيو 1975 في إسبانيا.

## أعمال

### أفلام
- (2009) عناقات مكسورة[2][3]

## وصلات خارجية
- أسير إتكسينديا على موقع IMDb (الإنجليزية)
- أسير إتكسينديا على موقع قاعدة بيانات الأفلام العربية
- أسير إتكسينديا على موقع ألو سيني (الفرنسية)
- أسير إتكسينديا على موقع ميوزك برينز (الإنجليزية)
- أسير إتكسينديا على موقع أول موفي (الإنجليزية)
- أسير إتكسينديا على موقع ديسكوغز (الإنجليزية)
- أسير إتكسينديا على موقع قاعدة بيانات الفيلم (الإنجليزية)
- أسير إتكسينديا على موقع كينوبويسك (الروسية)